# Barry Beyerstein

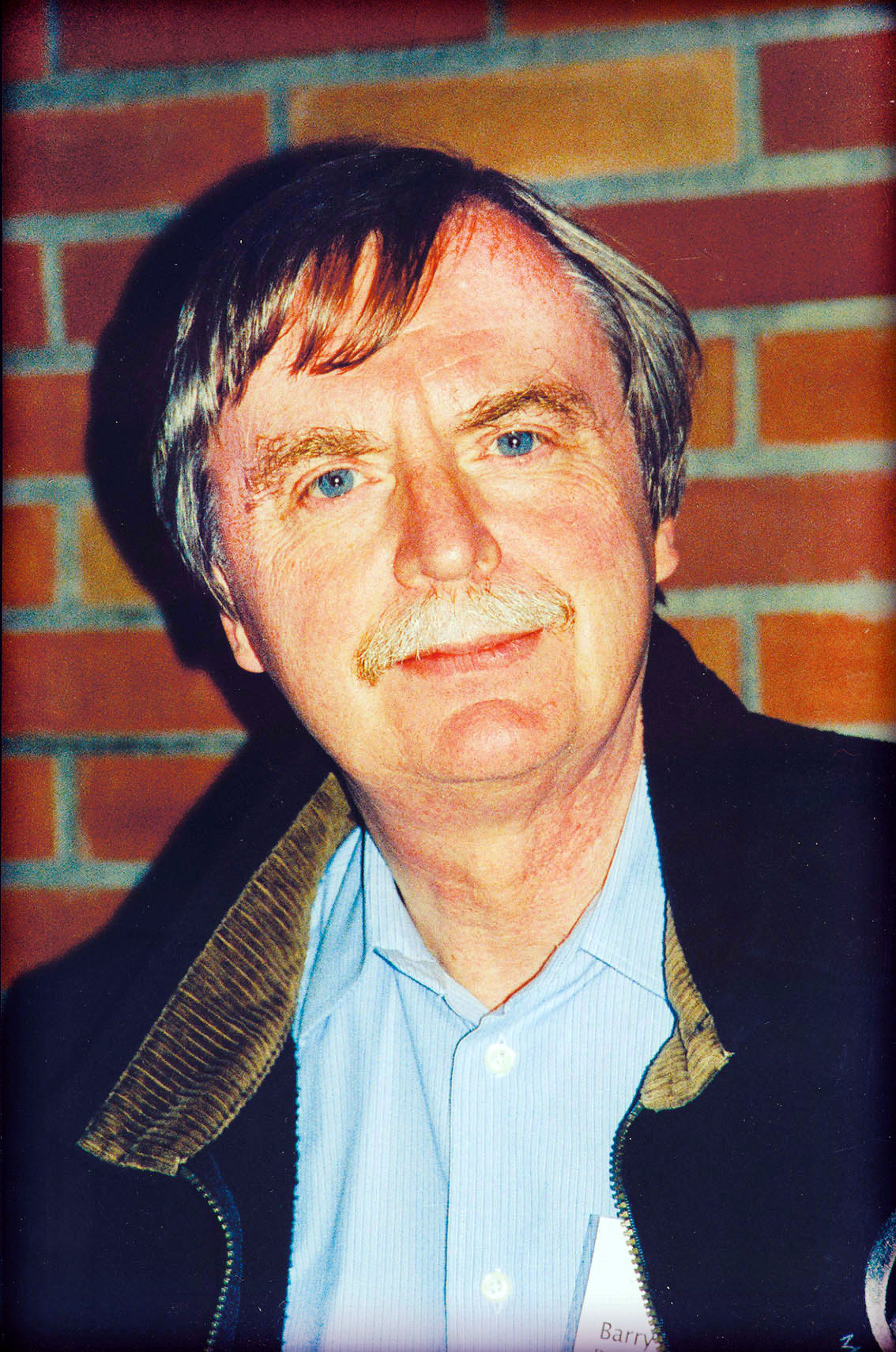
Barry Beyerstein, 2004

Barry Lane Beyerstein (* 19. Mai 1947 in Edmonton, Alberta; † 25. Juni 2007 in Burnaby) war ein kanadischer Psychologe. Seine Expertisen liegen im Bereich der Neuropsychologie, Drogenforschung und der Psychophysiologie der Sinne. Er erforschte die menschliche Neigung zu Fehlschlüssen und Leichtgläubigkeit und befasste sich kritisch mit Pseudowissenschaften.

## Leben
Beyerstein studierte Psychologie an der Simon Fraser University und promovierte über experimentelle Psychologie und biologische Psychologie an der University of California, Berkeley. Die kanadischen akademischen Grade erreichte er in den folgenden Jahren: Lecturer, 1970 am Mary's College in Moraga, danach an der Simon Fraser University: Assistant Professor 1973, Associate Professor 1986, Professor 2004. 1990 hatte er eine Gastprofessur an der Jilin-Universität in Changchun inne.
1997 wurde er in das U.S. Council for Scientific Medicine gewählt. Er saß dem 'Electronic Communications Committee' des Committee for Skeptical Inquiry von 1987 bis 1990 vor. Von 1986 bis zu seinem Tod 2007 war er Leiter der Society of British Columbia Skeptics. Er war in einem Beratergremium des Scientific American (eine der weltweit angesehensten populärwissenschaftlichen Zeitschriften).
Beyerstein war verheiratet, hat einen Sohn, Loren, und eine Tochter, die Journalistin und Photographin Lindsay Beyerstein.

## Werk
Beyerstein erforschte die Wirkung von Drogen auf das Bewusstsein sowie Suchtverhalten und den Einfluss sozialer Rahmenbedingungen auf das Werden von Drogenmissbrauch. Als Mitglied im Expertenrat der Drug Policy Foundation in Washington, D.C. und der Canadian Foundation for Drug Policy in Ottawa konnte er seine Erkenntnisse einbringen. Zum Thema veröffentlichte er im International Journal of Drug Policy, für das er auch als Redakteur arbeitete.
Er setzte sich mit Studien zur Wirksamkeit von traditioneller und (pseudo-)wissenschaftlicher Alternativmedizin auseinander.
Er kritisierte die Verfahren einiger Experimente und stellte vermeintliche Beweise in Frage. Er wurde Fachmann in Sachen menschlicher Fehlschlüsse, die er auch mit wissenschaftshistorischen Einsichten verband. Er untersuchte Mechanismen der Selbsttäuschung, Verwechslung und des Wunschdenkens. Als Gastprofessor 1990 und auf Einladung des Chinesischen Wissenschafts- und Technikverbandes 1996 befasste er sich auch vor Ort mit traditioneller chinesischer Medizin. Für die Fachzeitschrift The Scientific Review of Alternative Medicine schrieb er regelmäßig Beiträge.

## Auszeichnungen
- Gold Medal, B.C. Psychological Association (1968)
- Woodrow Wilson Fellow (1968–1969)
- President’s Certificate for Service, S.F.U. Speaker’s Bureau (1984)
- Donald K. Sampson Memorial Award (1990) B.C. College of Psychologists
- President’s Award for Service to the University, SFU (2003)
- Mentor Award, Center for Inquiry-Transnational, Amherst, NY (2005)

## Werke
- Studies in Meridional Amblyopia. (1973)
- Brain and Behaviour (1975)
- The Write Stuff: Scientific Evaluations of Graphology (1992, Herausgeber)
- Readings in the Psychology of Consciousness (1997, Herausgeber)
- Readings in Sensory Psychophysiology (1997, Herausgeber)
- Readings in the Biological Bases of Abnormal Behaviour (1998, Herausgeber)

Beyerstein veröffentlichte zudem zahlreiche Artikel in Fachzeitschriften und war Mitautor vieler Bücher.